# Чамеровское сельское поселение
Чамеровское сельское поселение (карел. Čiamorovan kyläkunda) — упразднённое муниципальное образование в составе Весьегонского района Тверской области России. Административный центр — село Чамерово.
Образовано в 2005 году.
Упразднено 31 мая 2019 года путём объединения всех поселений муниципального района в Весьегонский муниципальный округ.

## География
Находится в восточной части Весьегонского района. Общая площадь сельского поселения: 202,2 км². Главная река — Сыроверка.
Граничит:
- на севере — с Ивановским СП,
- на северо-востоке — с Вологодской областью (по Рыбинскому водохранилищу),
- на востоке — с Романовским СП,
- на юге — с Краснохолмским районом, Мартыновское СП,
- на западе — с Пронинским СП.

## История
В XIX — начале XX века большинство деревень относились к Чамеровской волости Весьегонского уезда Тверской губернии.
Сельское поселение образовано в 2005 году, включило в себя территории Рябинкинского и Чамеровского сельских округов.

## Население
| 2010 | 2011 | 2012 | 2013 | 2014 | 2015 | 2016 |
| ---- | ---- | ---- | ---- | ---- | ---- | ---- |
| 995  | ↘989 | ↘941 | ↘894 | ↘858 | ↘836 | ↘831 |
| 2017 | 2018 | 2019 |      |      |      |      |
| ↘828 | ↘818 | ↘796 |      |      |      |      |

По переписи 2002 года — 1279 человек (326 в Рябинкинском и 953 в Чамеровском сельском округе), на 01.01.2008 — 1127 человек.
По данным переписи 2010 года, в Чамеровском сельском поселении проживали 995 человек.
Национальный состав: русские и тверские карелы.

## Населённые пункты
На территории поселения находятся следующие населённые пункты:
| №  | Тип нп | Название        | Население (2008 год) |
| -- | ------ | --------------- | -------------------- |
| 1  | село   | Чамерово        | 239                  |
| 2  | дер.   | Ананино         | 0                    |
| 3  | дер.   | Бельское        | 21                   |
| 4  | дер.   | Ермолкино       | 1                    |
| 5  | дер.   | Костиндор       | 5                    |
| 6  | дер.   | Круглиха        | 78                   |
| 7  | дер.   | Лопатиха        | 24                   |
| 8  | дер.   | Максимцево      | 1                    |
| 9  | дер.   | Малое Высокое   | 8                    |
| 10 | дер.   | Малое Фоминское | 19                   |
| 11 | дер.   | Медведково      | 22                   |
| 12 | дер.   | Мышкино         | 63                   |
| 13 | дер.   | Поцеп           | 18                   |
| 14 | дер.   | Сажиха          | 41                   |
| 15 | дер.   | Станино         | 19                   |
| 16 | дер.   | Старое          | 0                    |
| 17 | дер.   | Суково          | 81                   |
| 18 | дер.   | Ульяниха        | 26                   |
| 19 | дер.   | Фёдово          | 14                   |
| 20 | дер.   | Хахилево        | 76                   |
| 21 | село   | Чистая Дуброва  | 103                  |
| 22 | дер.   | Телятово        | 100                  |
| 23 | дер.   | Алексейцево     | 7                    |
| 24 | дер.   | Башкино         | 0                    |
| 25 | дер.   | Высокое         | 31                   |
| 26 | дер.   | Дудино          | 13                   |
| 27 | дер.   | Ивашково        | 8                    |
| 28 | дер.   | Кошелево        | 4                    |
| 29 | дер.   | Микляево        | 16                   |
| 30 | дер.   | Орда            | 11                   |
| 31 | дер.   | Осорино         | 3                    |
| 32 | дер.   | Острецово       | 14                   |
| 33 | дер.   | Покрышкино      | 24                   |
| 34 | дер.   | Рябинкино       | 28                   |
| 35 | дер.   | Филипово        | 5                    |
| 36 | дер.   | Шеломово        | 4                    |

### Бывшие населённые пункты
На территории поселения исчезли деревни Дьячково, Камень, Рыжково, Шушмерово, Щербинино и другие.
При создании Рыбинского водохранилища (1940—1941 годы) затоплены (переселены) деревня Самсоново и село (погост) Ламь.